# Lista de encíclicas do Papa Leão XIII sobre o Rosário

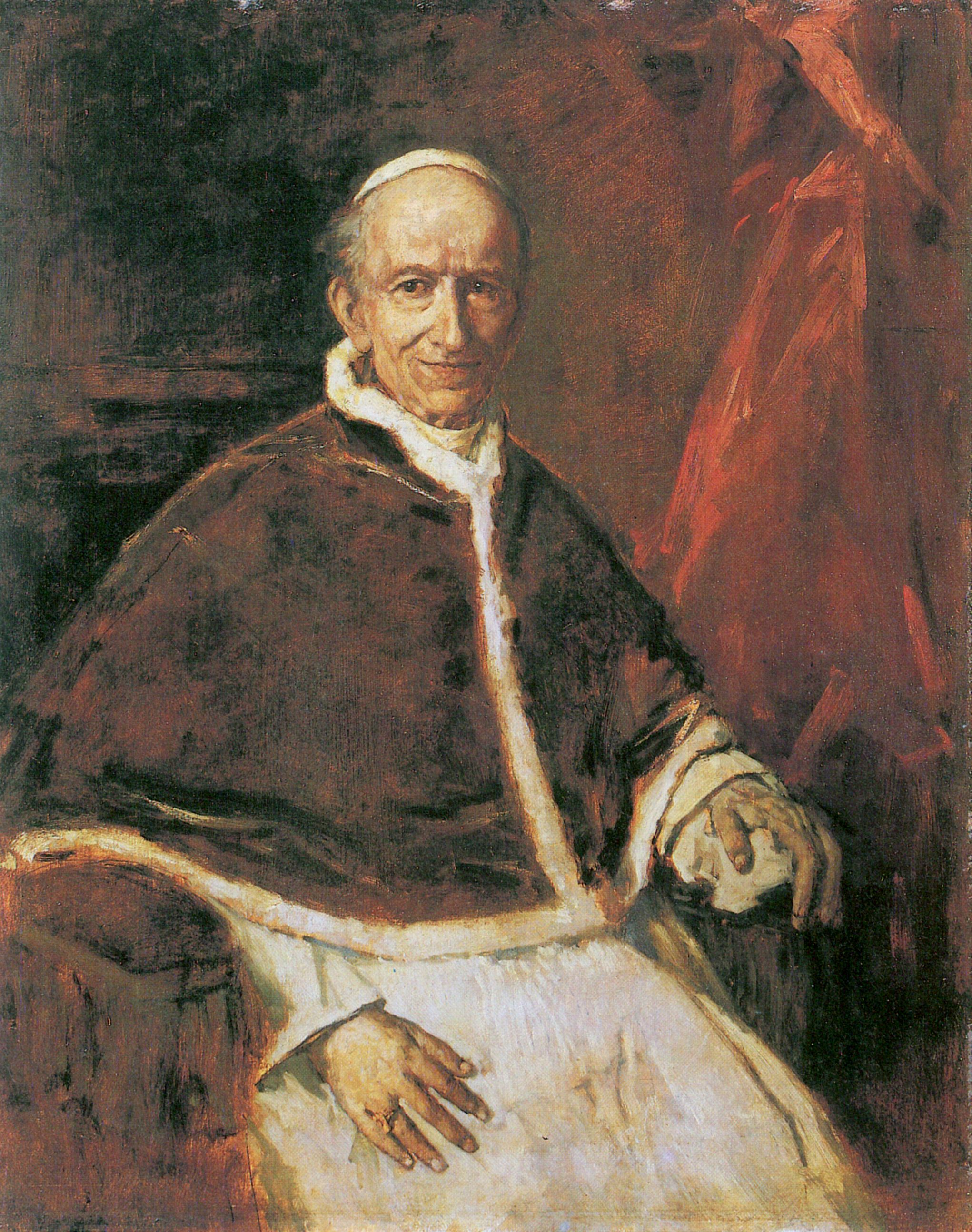
Papa Leão XIII

Durante seu pontificado, o Papa Leão XIII escreveu doze encíclicas sobre o Rosário, sendo conhecido como "o Papa do Rosário".
A primeira destas encíclicas foi a Supremi apostolatus officio de setembro de 1883, sendo Diuturni temporis a última, publicada em setembro de 1898.  
A maioria das encíclicas foi publica em setembro, em antecipação a outubro, o mês que Leão XIII dedicou a uma devoção especial a recitação do Rosário.

## Lista
As seguintes 12 encíclicas de Leão XIII são sobre o Rosário: 
1. Supremi apostolatus officio
2. Superiore anno
3. Quod auctoritate
4. Vi è ben noto
5. Octobri mense
6. Magnae dei matris
7. Laetitiae sanctae
8. Iucunda Sempre Expectatione
9. Adiutricem populi
10. Fidentem Piumque
11. Augustissimae Virginis
12. Diuturni temporis